# Les Animals (roman)
Pour les articles homonymes, voir Les Animals.
Les Animals est un roman de Bayon paru le 22 août 1990 aux éditions Grasset et ayant reçu le Prix Interallié la même année.

## Éditions
- Les Animals, Éditions Grasset, 1990  (ISBN 2-246-43521-8).